# Lorenzo Ilarione Randi
Lorenzo Ilarione Randi (ur. 12 lipca 1818 w Bagnacavallo, zm. 20 grudnia 1887 w Rzymie) – włoski duchowny katolicki, wysoki urzędnik Kurii Rzymskiej, kardynał.

## Życiorys
Urodził się w Bagnacavallo w diecezji Faenza jako najstarszy z pięciorga dzieci Paolo Antonio i hrabiny Arcangeli Biancoli. Na kapłana kształcił się w seminarium rodzinnej diecezji oraz na Papieskiej Akademii Kościelnej. Wyświęcony 14 marca 1841 przez biskupa Faenza Giovanniego Benedetto Folicaldi. Następnie pracował na różnych stanowiska dla Kurii Rzymskiej i Państwa Kościelnego. M. in. jako audytor Rady Stanu, audytor Ministerstwa Spraw Wewnętrznych, prałat referendarz. W latach 1852–1865 delegat apostolski w: Rieti (1852-1854), Perugii (1854-1856), gdzie miał nieporozumienia z arcybiskupem Perugii kard. Gioacchino Peccim (późniejszym papieżem), Ankonie (1856-1860) i Civitavecchia (1860-1865). Dyrektor generalny policji od 1865 do zdobycia Rzymu przez Królestwo Włoch i upadku Państwa Kościelnego w 1870. W latach 1866–1875 wicekamerling Świętego Kościoła Rzymskiego.
15 marca 1875 papież Pius IX mianował go in pectore kardynałem diakonem. Nominację ogłoszono 17 września 1875. Jego diakoniami tytularnymi były: S. Maria in Cosmedin (1875 - 1884, 1884 - 1887 in commendum), S. Maria in Via Lata (1884 - 1887). Brał udział w konklawe w 1878, gdzie był oponentem kard. Gioacchino Pecciego, który został wybrany papieżem. Później pracował w Kongregacji Rozkrzewiania Wiary, gdzie odpowiadał za sprawy ekonomiczne. Od 1884 do śmierci protodiakon Kolegium Kardynalskiego. Zmarł 20 grudnia 1887 w Rzymie na atak apopleksji.